# Leptonychia tessmannii
Leptonychia tessmannii är en malvaväxtart som beskrevs av Adolf Engler. Leptonychia tessmannii ingår i släktet Leptonychia och familjen malvaväxter. Inga underarter finns listade i Catalogue of Life.